# 萨穆埃尔·托马斯·冯·泽默林
萨穆埃尔·托马斯·冯·泽默林（德語：Samuel Thomas von Sömmerring，1755年1月28日—1830年3月2日）是一位德国医生、解剖学家、人类学家、古生物学家和发明家，毕业于哥廷根大学，1827年当选英国皇家学会外籍会士。